# عبارت تشکیل
عبارت تشکیل یا عبارت دین اولین اظهاریهٔ متمم اول قانون اساسی ایالات متحده آمریکا، است که بیان می‌دارد،
کنگره در خصوص تشکیل مذهب [به‌صورت ملی]، یا منع پیروی آزادانه از آن … هیچ قانونی وضع نمی‌کند
این عبارت را نماینده کنگره جیمز مدیسون در ۱۷۸۹ نوشت، و این عبارت را از مباحثات کنگره اول در نسخه‌های متعددی درآورد که نهایتاً متمم‌های تشکیل دهنده منشور حقوق شد. نیمه دوم عبارت رسمیت بخشی شامل عبارت آزادی بیان است که تضمین‌کننده آزادی از مداخله دولت در هر نوع امور خصوصی و عمومی مذهبی است.
عبارت رسمیت‌بخشی محدودیتی است که بر کنگره ایالات متحده قرار داده شده تا آن را از تصویب قوانین مرتبط با ایجاد دین رسمی بازدارد.